# برتینگن
برتینگن (به آلمانی: Bertingen) یک منطقهٔ مسکونی در آلمان است که در آنگرن (آلمان) واقع شده‌است. برتینگن ۱۹۷ نفر جمعیت دارد.